# جوي أرينغتون
جوي أرينغتون (بالإنجليزية: Joey Arrington)‏ هو مهندس أمريكي، ولد في 25 يوليو 1956 في Rocky Mount, Virginia ‏ في الولايات المتحدة.

## وصلات خارجية
- الموقع الرسمي